# Canon de marine de 13,5 pouces BL Mk I - IV
Le Canon de marine de 13,5 pouces BL Mk I (en anglais BL 13.5-inch Mk I naval gun ("67-ton gun") ) était le premier grand canon naval britannique à chargement par la culasse, initialement conçu au début des années 1880 et finalement déployé à la fin des années 1880. Les Mk I à IV étaient tous d'une longueur de 30 calibres et de construction et de performance similaires.

## Construction
Le canon était composé des éléments suivants:
- Tube A,
- Pièce de culasse,
- Arceau B,
- Tube B,
- Arceaux 1 et 2-C,
- Tube C,
- Arceaux 1 et 2,
- Blindage.

La construction était la suivante:
1. La pièce de culasse, l'arceau B et le tube B étaient rétractés sur le tube A, s'étendant jusqu'à la bouche.
2. L'arceau 1-C était rétracté sur la pièce de culasse. L'arceau 1-C et la pièce de culasse ont été reliés longitudinalement par une douille en acier vissée à l'extrémité de la culasse. La douille a été préparée pour recevoir la vis de culasse.
3. Le tube C et l'arceau 2-C ont été rétractés sur l'arceau B et le tube B.
4. Le cerceau 1-D a été rétracté autour du cerceau 1-C et d'une partie du tube C. Le tout a été fixé à la culasse. Il a été fixé à l'extrémité de la culasse par un anneau en acier vissé.
5. L'arceau 2-D a été rétracté sur le tube C, immédiatement devant l'arceau 1-D.
6. La gaine a été rétractée autour du cerceau 1-D à la culasse.
7. Des colliers de butée ont été formés sur l'extérieur de l'anneau 1-D et ont été utilisés pour fixer le canon à la monture du canon (le canon n'avait pas de tourillons).

La longueur de l'alésage était de 405 pouces (10,3 m) (30 calibres), dont la longueur des rayures était de 333,4 pouces (8,47 m). Les rayures utilisaient le système de torsion croissante ; il y avait 54 rainures, avec une torsion de 1 sur 120 à l'extrémité de la culasse passant à 1 sur 30 à 166,7 pouces (4,23 m) de la bouche ; la torsion restait ensuite uniforme à 1 sur 30. La longueur de la chambre était de 66,5 pouces (1,69 m), et le volume de la chambre était de 17 100 pouces cubes (0,280 m3). Le canon avait un bloc de culasse à vis interrompue à commande hydraulique. Le bloc de culasse était complètement détaché du canon pendant le chargement (parce qu'il n'y avait pas de support).
Les canons ont été conçus et fabriqués par Woolwich Arsenal. La fabrication des canons a connu d'importants retards dans les années 1880, ce qui a retardé de façon démesurée l'achèvement des quatre premiers cuirassés qui en étaient équipés. La cause de ces retards était "le principe défectueux consistant à placer des garnitures dans les alésages qui se fissuraient pendant l'épreuve et il fallut beaucoup de temps pour les réparer et rendre les canons efficaces".

### Caractéristiques de fonctionnement
Le canon tire un projectile de 570 kg avec 290 kg de poudre brune (SBC). Cela donnait au projectile une vitesse initiale de 614 m/s (2 016 pieds par seconde), ce qui lui permettait de pénétrer du fer forgé de 720 mm (28,2 pouces) à 0,91 km (1 000 yards),. Lorsque la propulsion sans fumée a été introduite, le canon avait une charge de cordite-44 de 187 livres (85 kg), donnant au projectile de 1 250 livres une vitesse à la bouche de 2 099 pieds par seconde (640 m/s). Le rayon de tête du calibre (crh) des projectiles était nominalement de deux.
Dans les classes Admiral et Trafalgar, l'élévation maximale était de 13 degrés. Dans la classe Royal Sovereign et le Hood, l'élévation maximale était de 13,5 degrés. À 13,5 degrés d'élévation, la portée maximale avec la poudre brune était de 11 950 yards (10,93 km), tandis qu'avec la cordite, elle était de 12 620 yards (11,54 km).
Les projectiles utilisaient une bande d'entraînement en cuivre pour s'engager dans les rayures. Après qu'un canon ait tiré environ 100-110 coups avec des charges complètes (poudre brune), les rayures s'usaient près de la culasse, de sorte qu'il était nécessaire d'augmenter la largeur des bandes d'entraînement. Les navires recevaient donc des "bandes d'augmentation", qui étaient de longues bandes de cuivre partiellement martelées dans l'anneau en retrait autour du projectile (cannelure) qui maintenait la bande d'entraînement. Une fois que les canons étaient trop usés pour que les bandes d'augmentation soient utiles, les canons étaient renvoyés à l'usine pour être regarnis. L'usure était moindre lors du tir de charges réduites.
Dans des circonstances favorables, deux canons de 13,5 pouces dans un affût sur le Anson pouvaient tirer " en quelques minutes ou même moins ".

## Utilisation

### Service au Royaume-Uni

#### Service dans la Royal Navy

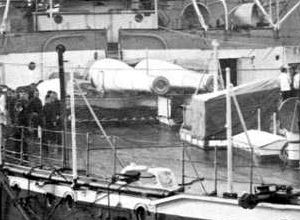
Montage de la barbette arrière du cuirassé en cale sèche au chantier naval de Chatham dans les années 1890.

Le canon était conçu pour correspondre aux nouveaux gros canons des cuirassés français de la classe Amiral Baudin. Le développement et la fabrication ont été beaucoup plus lents que prévu. Les premiers navires armés du canon de 13,5 pouces étaient quatre des cuirassés de la classe Admiral : Anson, Camperdown, Howe et Rodney, qui ont été construits en 1882-83 et achevés en 1888-89. Le Howe et le Rodney ont été construits aux mêmes dimensions que le précédent Collingwood, qui avait été conçu pour des canons de 12 pouces et 45 tonnes. L'augmentation du poids des canons de 13,5 pouces, de leurs supports et des munitions a augmenté le tirant d'eau de 26 pieds 4+1⁄2 pouces (8,039 m) à 27 pieds 10 pouces (8,48 m), et a augmenté le déplacement de 800 tonnes longues (810 t). Le Anson et le Camperdown ont été construits plus tard, à des dimensions plus grandes. Les quatre navires portaient leurs canons de 13,5 pouces dans des barbettes jumelles sur l'axe central à chaque extrémité de la superstructure.
Les canons équipaient également la classe Trafalgar, construite en 1886, et les cuirassés de la classe Royal Sovereign, construits en 1889.

#### Service de défense côtière
Un seul canon Mk III a été monté comme canon de disparition pour la défense côtière à la batterie Penlee, Plymouth.

### Service en Italie

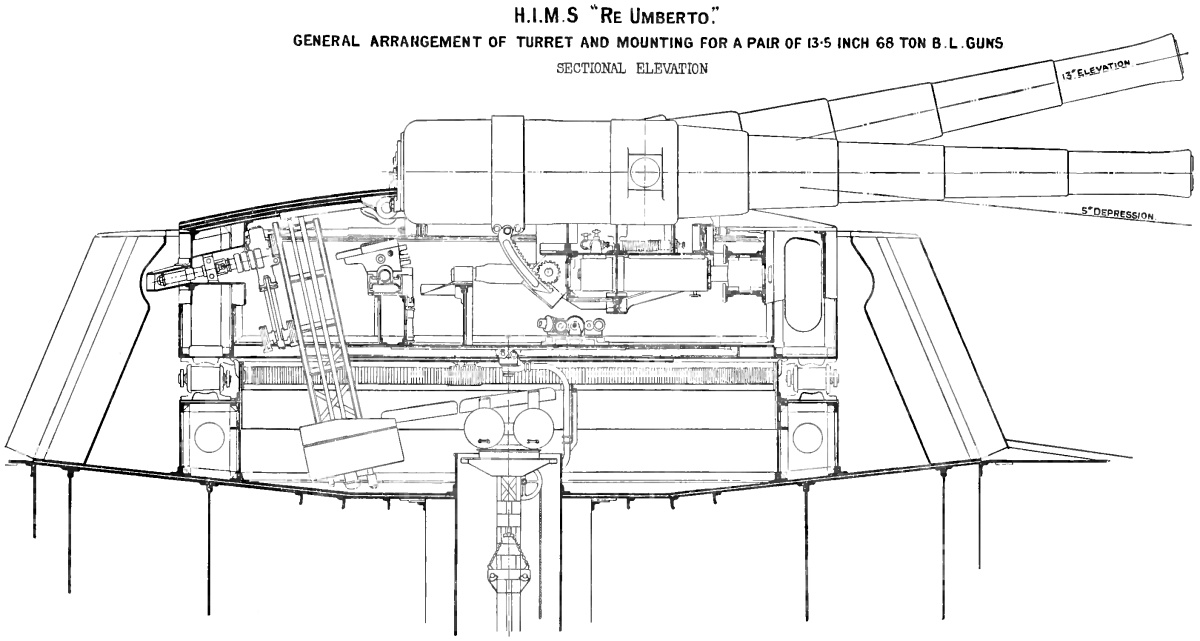
Montage de la barbette sur le Re Umberto

Des canons ont également été vendus à l'Italie pour armer les cuirassés de classe Re Umberto: Re Umberto, Sicilia et  Sardegna, construits en 1884 et finalement mis en service en 1893 et 1895.